# CLUIZEL
CLUIZEL est une entreprise familiale fondée en 1948, spécialisée dans le travail des fèves de cacao et l'élaboration de chocolats.

## Historique
L'entreprise est fondée par Marc et Marcelle Cluizel en 1948. La première boutique ouvre en 1987 au 193 rue Saint-Honoré à Paris. Deux ans plus tard, il lancent la tablette de chocolat avec la plus forte teneur en cacao sur le marché (99 %). 

## Production
La manufacture CLUIZEL est un chocolatier qui travaille directement à partir des fèves de cacao. Elle a créé le néologisme (et fait déposer la marque) cacaofèvier pour désigner le métier des transformateurs de fèves de cacao en confiserie de chocolat, et se distinguer de concurrents qui partagent cette spécificité (quatre en France, dont Valrhona, Weiss, le groupe Cémoi et la chocolaterie Bonnat, et une quarantaine dans le monde).[réf. nécessaire]
L'entreprise a développé des tablettes 1ers crus de plantation élaborées exclusivement avec des fèves provenant d'une plantation identifiée, à l'image des crus de cafés ou de vin.[réf. nécessaire]
La manufacture est située à Mesnils-sur-Iton, en Normandie, où travaillent 200 personnes, ainsi qu'à West Berlin (en) (New Jersey, États-Unis).[réf. nécessaire]

## Chiffres
En 2022, la direction annonce 25 millions d'euros de chiffre d’affaires annuel, dont un quart est dû à l’export.

## Distinctions
- 2012 : obtention du label Entreprise du patrimoine vivant[6],[7].